# شهرستان چانگدو
شهرستان چانگدو (به کره‌ای: 창도군) یک شهرستان در جنوب کره شمالی (مرکز شبه‌جزیره کره) است که در تابعیت استان گانگوون قرار دارد.

## تقسیمات اداری
شهرستان چانگدو به ۱ شهرک و ۱۶ روستای تابعه تقسیم شده است.
| - ‌ شهرک‌ها - چانگدو (창도읍، Ch'angdo-ŭp) - روستاها - پان‌گیو (판교리، P'angyo-ri) - جانگهیون (장현리، Changhyŏl-li) - جیسوک (지석리، Chisŏk-ri) - چوجون (추전리، Ch'ujŏl-li) - دانگسان (당산리، Tangsal-li) - ده‌بِک (대백리، Taebaek-ri) - سادونگ (사동리، Sadong-ni) | - روستاها (ادامه) - سان‌وول (산월리، Sanwŏl-li) - سونگپو (송포리، Songp'o-ri) - سونگدو (성도리، Sŏngdo-ri) - شین‌سونگ (신성리، Sinsŏng-ni) - گوریونگ (교주리، Kuryong-ni) - گوکسان (곡산리، Koksal-li) - گومسان (금산리، Kŭmsal-li) - گیوجو (교주리، Kyoju-ri) - میونگو (명우리، Myŏngu-ri) |

## تاریخ
استان گانگوون به شکل مدرن آن در ماه اوت ۱۸۹۶ میلادی تاسیس شد. شهرستان گیم‌هوا [김화군] در تابعیت این استان قرار گرفت.

پس از برقراری حاکمیت استعماری ژاپن بر کره در سال ۱۹۱۰ میلادی، این استان، بدون تغییر خاصی، ادامه یافت. علاوه بر نام رسمی کره‌ای آن، «گیم‌هوا»، نام ژاپنی آن نیز (تلفظ ژاپنی همان نویسه‌های چینی بازتاب‌دهندهٔ نام این استان)، شهرستان کین‌کا (به ژاپنی: 金化郡، برگردان به لاتین: Kinka-gun) به رسمیت رسید.
در اکتبر ۱۹۴۱ میلادی، قصبهٔ «گیم‌هوا/کین‌کا» [김화면، 金化面] به شهرک ارتقاء یافت. 
در آن دوران، در سال ۱۹۴۵ میلادی، شهرستان گیم‌هوا/کین‌کا متشکل از ۱ شهرک و ۱۱ قصبه بود:
1. شهرک گیم‌هوا/کین‌کا (김화읍، 金化邑، Kimhwa-ŭp/Kinka-yū)
2. قصبهٔ ایم‌نام/نینّان(임남면، 任南面، Imnam-myŏn/Ninnan-men)
3. قصبهٔ تونگ‌گو/تسوکو(통구면، 通口面، T’onggu-myŏn/Tsūkō-men)
4. قصبهٔ چانگدو/شودو(창도면، 昌道面، Ch’angdo-myŏn/Shōdō-men)
5. قصبهٔ غربی (سو/سئی) (서면، 西面، Sŏ-myŏn/Sei-men)
6. قصبهٔ گومسونگ/کینجو(금성면، 金城면، Kŭmsŏng-myŏn/Kinjō-men)
7. قصبهٔ گون‌بوک/کینبوکو(근북면، 近北면، Kŭnbuk-myŏn/Kinboku-men)
8. قصبهٔ گون‌دونگ/کیندو(근동면، 近東面، Kŭndong-myŏn/Kindō-men)
9. قصبهٔ گون‌نام/کینّان(근남면، 近南面، Kŭnnam-myŏn/Kinnan-men)
10. قصبهٔ وون‌بوک/اِنپوکو(원북면، 遠北面، Wŏnbuk-myŏn/Enpoku-men)
11. قصبهٔ وون‌دونگ/اِنتو(원동면، 遠東面، Wŏndong-myŏn/Entō-men)
12. قصبهٔ وون‌نام/اِنّان(원남면، 遠南面، Wŏnnam-myŏn/Ennan-men)

پس از استقلال کره از ژاپن در سال ۱۹۴۵ میلادی، این کشور و همین‌طور استان گانگوون به دو نیمه تقسیم شد. شهرستان گیم‌هوا در کره شمالی و در نیمهٔ شمالی استان گانگوون قرار گرفت.
در پی قطعی شدن مرز بین دو کره، در دسامبر سال ۱۹۵۲ میلادی، در کره شمالی، «قصبه» به‌عنوان یک واحد اداری بالکل منحل شد. در عوض، روستاهای کوچکتر و بزرگتر در جای‌جای کشور با هم تجمیع شده و وظایف اداری بیشتری به آن‌ها سپرده شد، و آن‌ها عملا به سطح سوم تقسیمات کشوری، مستقیما تابعهٔ شهرستان‌ها تبدیل شدند.
در همان تاریخ، قصبهٔ منحل شدهٔ «سادونگ» [사동면] از شهرستان هوئیانگ به این شهرستان پیوست.
در همان تاریخ، شهرستان گیم‌هوا به «چانگدو» تغییر نام یافت. 
در طول این پروسه، روستاهای مختلف این شهرستان، به شرح زیر ادغام شده و به ۱ شهرک و ۵۳روستای نهائی تبدیل شدند:
1. شهرک چانگدو [창도읍] از ادغام روستاهای «چانگدو» [창도리]، «دوکسای ۱ام» [득사1리]، «دوکسای ۲ام» [득사2리]، و «یوچانگ» [유창리] (قصبهٔ منحل شدهٔ «چانگدو»)

و روستاهای: 
1. اوچون [오천리] (قصبهٔ منحل شدهٔ «سوئیپ»، یانگ‌گو)
2. اوئون [어운리] (قصبهٔ منحل شدهٔ «ایم‌نام»)
3. ایم‌نام [사천리] از ادغام «ساچون» [임남리]، «نونام ۱ام» [노남1리]، «نونام ۲ام» [노남2리] (قصبهٔ منحل شدهٔ «ایم‌نام»)
4. اینپه [인패리] از ادغام «اینپه ۱ام» [인패1리] و «اینپه ۲ام» [인패2리] (قصبهٔ منحل شدهٔ «سوئیپ»، یانگ‌گو)
5. بانگ‌تونگ [방통리] (قصبهٔ منحل شدهٔ «گون‌دونگ»)
6. بانگ‌پیونگ [방평리] (قصبهٔ منحل شدهٔ «وون‌دونگ»)
7. بِکهیون [백현리] (قصبهٔ منحل شدهٔ «سوئیپ»، یانگ‌گو)
8. بوپسو [법수리] از ادغام «بوپسوهیون ۱ام» [법수현1리] و «بوپسوهیون ۲ام» [법수현2리] (قصبهٔ منحل شدهٔ «وون‌بوک»)
9. پان‌گیو [판교리] از ادغام «بانگ‌سونگ» [방성리] و «ده‌بِک ۲ام» [대백2리] (قصبهٔ منحل شدهٔ «چانگدو»)
10. پونگ‌دونگ [풍동리] (قصبهٔ منحل شدهٔ «وون‌نام»)
11. تاپگو [탑거리] از ادغام «تاپگو» و «مه‌هوئ» [매회리] (قصبهٔ منحل شدهٔ «گومسونگ»)
12. تونگ‌گو [통구리] از ادغام «بوکدان» [북둔리]، «هیون» [현리]، و بخشی از «هواسا» [화사리] (قصبهٔ منحل شدهٔ «تونگ‌گو»)
13. جانگهیون [장현리]، از ادغام تونگهیون [통현리] و جانگان[장안리]، و بخشی از هواپیونگ [화평리] (قصبهٔ منحل شدهٔ «تونگ‌گو»)
14. جومبانگ [점방리] (قصبهٔ منحل شدهٔ «سوئیپ»، یانگ‌گو)
15. جیسوک [지석리]، از ادغام «جیسوک سفلی (هاجیسوک)» [하지석리] و «جیسوک علیا (سانگ‌جیسوک)» [상지석리] (قصبهٔ منحل شدهٔ «سادونگ»، هوئیانگ)
16. جینهیون [진현리] از ادغام «جینهیون ۱ام» [진현1리] و «جینهیون ۲ام» [진현2리] (قصبهٔ منحل شدهٔ «وون‌نام»)
17. چون [천리] (قصبهٔ منحل شدهٔ «سوئیپ»، یانگ‌گو)
18. چوسو [초서리] از ادغام «اوچون» [어천리]، «بیوریانگ» [별양리]، و «چوسو» (قصبهٔ منحل شدهٔ «گومسونگ»)
19. دانگسان [당산리]، از ادغام «بوماک» [보막리]، «دانگپیونگ»‌ [당평리]، «سامته» [삼태리] (قصبهٔ منحل شدهٔ «تونگ‌گو»)
20. دانگهیون [당현리] از ادغام «دانگهیون ۱ام» [당현1리] و «دانگهیون ۲ام» [당현2리]، بخشی از «گامچون» [{{lang|ko|감천리}] (قصبهٔ منحل شدهٔ «وون‌بوک»)
21. دوموک [두목리] (قصبهٔ منحل شدهٔ «ایم‌نام»)
22. دوهوا [도화리]، از ادغام «دوپا» [도파리]، و بخش‌هایی از «هواپیونگ» [화평리] و «هواسا» [화사리] (قصبهٔ منحل شدهٔ «تونگ‌گو»)
23. ده‌بِک [대백리] از ادغام «ده‌بِک ۱ام» [대백1리] و «هوئهیون» [회현리] و بخشی از «سونگهیون» [성현리] (قصبهٔ منحل شدهٔ «چانگدو»)
24. ده‌جونگ [대정리] از ادغام «ده‌جونگ ۱ام» [대정1리] و «ده‌جونگ ۲ام» [대정2리] (قصبهٔ منحل شدهٔ «سوئیپ»، یانگ‌گو)
25. سادونگ [사동리]، از ادغام «ساودونگ سفلی‌ (هاسادونگ)» [하사동리]، «سادونگ علیا (سانگ‌سادونگ)» [상사동리]، «هایانگ» [하양리]، و «هوئدونگ» [회동리] (قصبهٔ منحل شدهٔ «سادونگ»، هوئیانگ)
26. سانگپان [상판리] از ادغام «جواپه» [좌패리]، «دالجون» [달전리]، و  «سانگپان» (قصبهٔ منحل شدهٔ «ایم‌نام»)
27. سوته [수태리] از ادغام «آچیم ۱ام» [아침1리]، «آچیم ۲ام» [아침2리]، «بِک‌یانگ» [백양리]، «سوته» (قصبه‌های منحل شدهٔ «گون‌دونگ» و «وون‌نام»)
28. سودونگ [수동리] (قصبهٔ منحل شدهٔ «ایم‌نام»)
29. سونگدو [성도리] از ادغام «دوسونگ» [도성리] و بخشی از «سونگهیون» [성현리] (قصبهٔ منحل شدهٔ «چانگدو»)
30. سونگسان [성산리] از ادغام «سانهیون» [산현리] و «سونگام» [성암리] (قصبهٔ منحل شدهٔ «گون‌بوک»)
31. سونگشیل [송실리] (قصبهٔ منحل شدهٔ «وون‌دونگ»)
32. سونگ‌گو [송거리] از ادغام «جیهیه»[지혜리]، «سونگ‌گو»، و «گون» [근리] (قصبهٔ منحل شدهٔ «سوئیپ»، یانگ‌گو)
33. شین‌پونگ [신풍리] از ادغام «چوئوئ ۱ام» [추의1리] و «چوئوئ ۲ام» [추의2리] (قصبهٔ منحل شدهٔ «وون‌بوک»)
34. شین‌چانگ [신창리] از ادغام «تان‌گام» [탄감리] و «گوده» [고대리] (قصبهٔ منحل شدهٔ «وون‌بوک»)
35. شین‌سونگ [신성리]، از ادغام «ماندو» [만도리]، «نونگ‌دونگ» [능동리]، و «یانگسوئام» [양수암리] (قصبهٔ منحل شدهٔ «سادونگ»، هوئیانگ)
36. گوانگسام [광삼리] از بخشی از «گوانگسام» (قصبهٔ منحل شدهٔ «گون‌دونگ»)
37. گوریونگ [구룡리] (قصبهٔ منحل شدهٔ «وون‌نام»)
38. گواهو [과호리] (قصبهٔ منحل شدهٔ «ایم‌نام»)
39. گومسان [금산리] از ادغام «سادونگ درونی‌ (سوک‌سادونگ)» [속사동리] و «گومان سفلی (هاگومان)» [하구만리] (قصبهٔ منحل شدهٔ «سادونگ»، هوئیانگ)
40. گومسونگ [금성리] از ادغام «بانگ‌چونگ» [방충리]، «جانگیون» [장연리]، «سانگ» [상리]، «گیونگپا»[경파리]، «وون‌دونگ» [원동리]، «هوچون» [후천리] (قصبهٔ منحل شدهٔ «گومسونگ»)
41. گونچون [건천리] از ادغام «دوچون» [두촌리]، «گونچون ۱ام» [건천1리]، «گونچون ۲ام» [건천2리] (قصبهٔ منحل شدهٔ «گون‌بیوک»)
42. گوندونگ [근동리] از ادغام «گیوجون» [교전리]، «هاسو ۱ام» [하소1리]، «هاسو ۲ام» [하소2리] و بخشی از «گیوانگسام» [광삼리] (قصبهٔ منحل شدهٔ «گون‌دونگ»)
43. گه‌یا [개야리] (قصبهٔ منحل شدهٔ «وون‌نام»)
44. گیسونگ [기성리] از ادغام «گیسونگ ۱ام» [기성1리] و «گیسونگ ۲ام» [기성2리] (قصبهٔ منحل شدهٔ «چانگدو»)
45. گیونگ‌سانگ [경상리] (قصبهٔ منحل شدهٔ «وون‌نام»)
46. موندونگ [문등리] از ادغام «موندونگ ۱ام» [문등1리] و «موندونگ ۲ام» [문등2리] (قصبهٔ منحل شدهٔ «سوئیپ»، یانگ‌گو)
47. میونچون [면천리] ادغام «بونگجان» [봉잔리]، «میونچون ۱ام» [면천1리]، «میونچون ۲ام» [면천2리] (قصبهٔ منحل شدهٔ «ایم‌نام»)
48. نامدون [남둔리] (قصبهٔ منحل شدهٔ «وون‌نام»)
49. وولبونگ [월봉리] (قصبهٔ منحل شدهٔ «وون‌نام»)
50. وون‌بوک [원북리] از ادغام «گوجیک ۱ام» [고직1리]، «گوجیک ۲ام» [고직2리]، بخشی از «گامچون» [감천리] (قصبهٔ منحل شدهٔ «وون‌بوک»)
51. هاکبانگ [학방리] از ادغام «هاکبانگ ۱ام» [학방1리] و «هاکبانگ ۲ام» [학방2리] (قصبهٔ منحل شدهٔ «چانگدو»)
52. یولسا [율사리] (قصبهٔ منحل شدهٔ «وون‌دونگ»)
53. ریونگیون [룡연리] (قصبهٔ منحل شدهٔ «وون‌دونگ»)

با پایان جنگ کره در سال ۱۹۵۳ میلادی و امضای آتش‌بس بین کره شمالی و ایالات متحده آمریکا، مرز فوق‌الذکر و تغییرات تقسیماتی در کره شمالی عملا به رسمیت رسیدند. شهرستان گیم‌هوا/چانگدو به دو نیم تقسیم شده‌ و بخشی از اراضی آن در کره جنوبی قرار گرفت. 
در تابعیت کرهٔ جنوبی، «شهرستان گیم‌هوا» مجددا تأسیس شد. واحدهای اداری از شهرستان گیم‌هوا در تابعیت کره جنوبی را تشکیل دادند شامل «شهرک گیم‌هوا» (مرکز اداری سابق شهرستان)، «قصبهٔ سو (غربی)»، «قصبهٔ گون‌نام»، بخش‌هایی از «قصبهٔ گون‌بوک» و «قصبهٔ گون‌دونگ»، «قصبهٔ وون‌دونگ»، و «قصبهٔ وون‌نام»، و همین‌طور مناطق کوچکی از «قصبهٔ ایم‌نام».
در سال ۱۹۵۳ میلادی، تعدادی از روستاهای فوق‌الذکر مجددا ادغام شده، به شرح زیر:
1. اوهو [어호리] از ادغام «اوئون»، «سودونگ»، و «گواهو»
2. گوبونگ [구봉리] از ادغام «بانگ‌تونگ»، «پونگ‌دونگ»، «جینهیون»، «گوریونگ»، «وولبونگ»
3. وون‌دونگ [원동리] از ادغام «بانگ‌پیونگ» و «یولسا»
4. وون‌‌نام [원남리] از ادغام «گه‌یا»، «گیونگ‌سانگ»، «نامدون»، و اراضی روستاهای تقسیم شدهٔ «جوکده» [노동리] و «نودونگ» [노동리]
5. ریونگهیون [룡현리] از ادغام «سونگشیل»، «ریونگیون»، و اراضی روستاهای تقسیم شدهٔ «دونگنه» [등대리] و «سه‌هیون» [세현리]

در اکتبر ۱۹۵۴، در کرهٔ شمالی، «شهرستان چانگدو» تقسیم شده، و شهرستان گیم‌هوا مجددا تأسیس شد. «شهرک چانگدو» به «روستا» تقلیل درجه یافت. ۱۹ روستا در غرب/جنوب‌غرب شهرستان  چانگدو جدا شده و در تابعیت شهرستان گیم‌هوا قرار گرفتند، شامل: اوهو، بوپسو، تاپگو، ‌چانگدو، چوسو، دانگهیون، سانگپان، سوته، سونگسان، شین‌پونگ، شین‌چانگ، گومسونگ، گوانگسام، گوبونگ، گونچون، وون‌بوک، وون‌نام، هاکبانگ، ریونگهیون. روستای «گومسونگ» به شهرک ارتقاء یافته، و نام آن به «گیم‌هوا» [김화읍] تغییر کرده، و مرکز این شهرستان جدید شد.
در همان تاریخ، روستای‌ «تونگ‌گو» به شهرک ارتقاء یافته و نام آن به «چانگدو» تغییر کرد، و مرکز جدید شهرستان چانگدو شد.
در سال ۱۹۸۱ میلادی، روستای «جومبانگ» [점방리] به «چولبیوک» [철벽리] تغییر نام یافت.
در سال ۱۹۸۷ میلادی، تعدادی روستا از شهرستان‌های گومگانگ و هوئیانگ به چانگدو پیوستند.
از شهرستان هوئیانگ، ۷ روستا شامل: چوجون [추전리]، سونگپو [송포리]، شینان [신안리]، شین‌دونگ [신동리]، گوریونگ [구룡리]، گیوجو [교주리]، میونگو [명우리].
از شهرستان گومگانگ، دو روستا شامل: سان‌وول [산월리]، گوکسان [곡산리].
در دههٔ ۱۹۹۰ میلادی، سد ایمنام ساخته شد، و به تبع از آن، مناطق مختلفی از این شهرستان زیر آب دریاچهٔ پشت سد قرار گرفتند. علاوه بر آن، راه ارتباطی مناطق مختلفی از این شهرستان قطع شد.
در نوامبر سال ۲۰۰۰ میلادی، به دلیل تغییرات جغرافیایی ناشی از ساخت سد ایمنام، روستاهایی از تابعیت شهرستان چانگدو جدا شده و به شهرستان گومگانگ و شهرستان گیم‌هوا پیوستند. 
تعداد ۹ روستا به شهرستان گومگانگ پیوستند، شامل: اوچون [오천리]، اینپه [인패리]، بِکهیون [백현리]، چولبیوک [철벽리]، چون [천리]، ده‌جونگ [대정리]، سونگ‌گو  [송거리]، موندونگ [문등리]، میونچون [면천리].
تعداد دو روستا به شهرستان گیم‌هوا پیوستند، شامل: ایم‌نام [임남리]، دوموک [두목리].
با این تغییرات، شهرستان چانگدو مرز خود با کره جنوبی را از دست داد. 
در همین تاریخ، مرکز شهرستان نیز منتقل شد.
در همان تاریخ،‌ روستای «گیسونگ» به دو روستا با نام‌های «سونگدو» [성도리] و «شین‌سونگ» [신성리]  تقسیم شد.
در همان تاریخ، «شهرک چانگدو» که به زیر آب دریاچهٔ پشت سد غرق شده بود، منحل و حذف شد. بجای آن، دو روستای «شینان» [신안리] و «شین‌دونگ» [신동리] ادغام شده و به عنوان «شهرک چانگدو» و مرکز اداری جدید این شهرستان انتخاب شد.